# Vink (tekenaar)
Vink (Da Nang, 24 december 1950) is het pseudoniem van de Vietnamees-Belgische stripauteur Khoa Vinh. Hij is zowel tekenaar als schrijver. Vink gebruikt bij het tekenen van strips een techniek die bekendstaat als gouache.
Vink vestigde zich in 1969 in België waarna hij onder andere een kunstopleiding volgde. Zijn debuut in de stripwereld volgde in 1979 in het blad Tintin. Tot zijn werken behoort onder meer een vijftiental albums rond het personage He Pao.

## Albums
- Bibsys: 90269411
- Bibliothèque nationale de France: cb120158211 (data)
- Gemeinsame Normdatei: 115265635
- International Standard Name Identifier: 0000 0001 2037 1835
- Library of Congress Control Number: no2024063346
- Nationale Bibliotheek van Tsjechië: xx0019619
- Nederlandse Thesaurus van Auteursnamen: 069927030
- Réseau des bibliothèques de Suisse occidentale: 02-A000173137
- Système universitaire de documentation: 028293002
- Virtual International Authority File: 73864488